# Éveline Plicque-Andréani
Éveline Plicque-Andréani, née Boudon le 25 janvier 1929 à Paris 13e et morte dans la même ville le 16 octobre 2018,, est une compositrice, musicologue et pédagogue française, lauréate du Prix de Rome de composition musicale en 1950.

## Biographie
Éveline Plicque-Andréani est la fille d'Irène Plicque, professeure de chant, née le 9 mai 1901, mariée le 18 août 1922 avec Guy Boudon, instituteur, né le 5 mai 1892. Elle serait la fille naturelle de Marcel Samuel-Rousseau.
En décembre 1939, elle est admise au Conservatoire de Paris dans les classes de solfège. Toujours au Conservatoire, elle intègre la classe d'harmonie de Marcel Samuel-Rouseau, de 1945 à 1950, puis la classe de fugue de Noël Gallon de 1946 à 1949. Éveline Plicque-Andréani fut également élève de Nadia Boulanger dans la classe d'accompagnement au piano. Ses récompenses obtenues sont : une première médaille de solfège en 1942, un second prix d'harmonie en 1947 et un premier prix de fugue en 1949.
Elle obtient le Premier Grand Prix de Rome en 1950 avec sa cantate Bettina, scène lyrique en un acte sur un texte de Jacques Carol d'après Alfred de Musset,. Cette attribution constitue un scandale, justifié par le faible nombre de compositeurs membres du jury, mais selon un compte-rendu le père naturel de la lauréate figurait au jury. C'est par ailleurs un cas unique de l'histoire du Prix de Rome où des récompenses furent distribuées à trois générations successives.
Le grand-père d'Évelyne Plicque-Andréani, Samuel Alexandre Rousseau (1853-1904), fut en effet lauréat du deuxième Premier Grand Prix de Rome de composition musicale en 1878 et professeur d'harmonie au Conservatoire de Paris de 1898 jusqu'à sa mort en fonction en 1904. Marcel Samuel-Rousseau (1882-1955), le fils de Samuel Rousseau, fut lui aussi lauréat du deuxième Premier Grand Prix de Rome en 1905 et professeur d'harmonie au Conservatoire de Paris de 1919 jusqu'à son départ à la retraite en 1952.
De février 1951 à avril 1954, Éveline Plicque-Andréani est pensionnaire à la Villa Médicis à Rome. Lors de son séjour, elle compose, entre autres, des mélodies, des Suites symphoniques et un oratorio dans le cadre des envois de Rome.
En 1969, Éveline Plicque-Andréani participe à la fondation du département Musique du Centre universitaire expérimental de Vincennes. Elle devient par la suite maître-assistante puis professeur dans cette même université et y enseigne l'harmonie, la composition et encadre de nombreuses thèses. Elle ne fut jamais professeure au Conservatoire de Paris contrairement à la plupart des lauréats et lauréates du Prix de Rome mais fit une brillante carrière universitaire. Elle est successivement directrice de l'UFR Arts, Philosophie, Esthétique de 1986 à 1990 puis vice-présidente de l'Université Paris-VIII de 1993 à 1997. Elle est nommée chevalier dans l'ordre de la Légion d'honneur en 1997,. Elle prend sa retraite en 1998.
Éveline Plicque-Andréani meurt le 16 octobre 2018 à Paris. Elle est inhumée au cimetière de Villenoy (Seine-et-Marne).

## Œuvres musicales
Ses compositions comprennent, :
- Bettina, cantate du Prix de Rome (1950)
- Six mélodies en quatre parties, envoi de Rome (1952)
- Suite symphonique, en trois parties, envoi de Rome (1953)
- Oratorio, envoi de Rome (1954)
- Symphonie concertante, réduction pour piano (sd)
- Pastelli Romani, suite pour orchestre, envoi de Rome (sd)
- Symphonie concertante (1961) (Partition Choudens, Enregistrement INA et Radio France)
- Le dormeur du Val, poème symphonique avec chœur
- Leçons de ténèbres
- Psaume LVI de David (chœur, solistes et orchestre)
- Bunraku, pour clavecin (1989)
- Nous étions tous des noms d’arbres, sur des textes d’Armand Gatti (1990)
- Misa para el hombre nuevo, pour chœur, orchestre et percussions africaines (1990)
- Missa defunctorum, Requiem inspiré des chants sacrés corses (1994)(Partition et CD Mandala MAN 4912 Harmonia Mundi)
- Ukubekana, sur des poèmes zoulous, pour 12 voix (1995)
- Brèves d’oiseaux, 7 pièces pour chœur d’enfants et 7 instruments à vent (1995)
- Miroirs d’aube (quatuor pour clarinettes) (2001)
- Le manège, opéra pour enfants (2001)
- Chants de terre et de poudre  Ces œuvres ont donné lieu à des représentations, selon le cas, à Paris et dans plusieurs villes de la couronne parisienne, en Corse (2 tournées), à Venise, au Brésil, au Japon.

## Publications
- Éveline Andréani, Antitraité d'harmonie, Paris, Ed. Christian Bourgois, 1979[15]
- Éveline Andréani et Michel Borne, Le Don Juan ou la liaison dangereuse, Paris, l'Harmattan, 1996
- Éveline Andréani et Jean-Paul Olive, « La Tradition comme invention », Revue d'esthétique, no 4,‎ 1982
- Eveline Andréani Antitraité d’harmonie, Paris, Ed. Christian Bourgeois, 1979, réédition L’Harmattan, 2020
- Eveline Andréani Le Don Juan et les liaisons dangereuses, musique ou littérature, Paris, Montréal, Ed. L’Harmattan, 1985
- Eveline Andréani « Les rapports texte-musique ou les aventures du sens », in Analyse musicale, n° 9, Paris, octobre 1987[14]